# Mihai Tänzer
Mihai Tänzer (în maghiară Mihály Táncos; n. 7 februarie 1905, Timișoara, Austro-Ungaria – d. 22 septembrie 1993, Cluj-Napoca, România) a fost un fotbalist internațional român de etnie germană, care ulterior a primit și cetățenia Ungariei.

## Palmares
Chinezul Timișoara
- Liga I (6): 1922, 1923, 1924, 1925, 1926, 1927

Ferencváros TC
- Nemzeti Bajnokság I (3): 1932, 1934, 1938
- Cupa Ungariei (2): 1933, 1935
- Cupa Mitropa (1): 1937